# Marcel Cachin
Marcel Cachin (1869-1958) là chính trị gia người Pháp. Ông là một trong những thành viên quan trọng của Đảng Cộng sản Pháp. Ông là một trong những người ủng hộ Vladimir Ilyich Lenin.

## Tình bạnvớiNguyễn Ái Quốc[1]
Marcel Cachin là người bạn chí cốt của Nguyễn Ái Quốc. Hai người gặp nhau trong một cuộc mít tinh ở Paris. Tài diễn thuyết của Marcel Cachin đã hấp dẫn Nguyễn Ái Quốc. Sau lần làm quen, Cachin đã tạo điều kiện thuận lơi cho Nguyễn Ái Quốc được đăng những bài báo của mình trên tờ L'Humanité. Với cương vị chủ nhiệm tờ báo này, Cachin vẫn nhắc nhở biên tập viên là mỗi khi có bài viết của Nguyễn Ái Quốc gửi tới cần sử dụng ngay. Bạn bè ở Paris hồi ấy đã ví Nguyễn Ái Quốc và Marcel Cachin là hai con người cùng một lý tưởng. Jacques Duclos luôn luôn nói rằng, Nguyễn Ái Quốc đã đánh giá đúng về Marcel Cachin.